# Obwód briański
Obwód briański (ros. Брянская область) – jednostka administracyjna Federacji Rosyjskiej w Centralnym Okręgu Federalnym.

## Geografia
Obwód briański leży w zachodniej części Niziny Wschodnioeuropejskiej, zajmując centralną część basenu Desny oraz lesisty wododział pomiędzy Desną a Oką.
Współrzędne geograficzne skrajnych punktów obwodu: północny – 54°N, południowy – 52°10′N, zachodni – 31°10′E, wschodni – 35°20′E.
Na północy obwód graniczy z obwodem smoleńskim, na zachodzie – z białoruskimi obwodami homelskim i mohylewskim, na wschodzie z obwodami kałuskim i orłowskim, na południu z obwodem kurskim oraz ukraińskimi obwodami czernihowskim i sumskim.

## Warunki przyrodnicze
Klimat umiarkowany ciepły kontynentalny. Średnia temperatura stycznia waha się w granicach od –7 °C do –9 °C, średnia temperatura lipca wynosi od 18 do 20 °C.
Znaczną część obwodu (około 1/4 powierzchni ogólnej) zajmują lasy. Są one zróżnicowane ze względu na skład. Występują lasy iglaste, mieszane, obecny jest lasostep.
Do występujących na terenie obwodu bogactw naturalnych należą złoża piasku, gliny, kredy, marglu oraz inne materiały budowlane, a także fosforyty.

## Historia

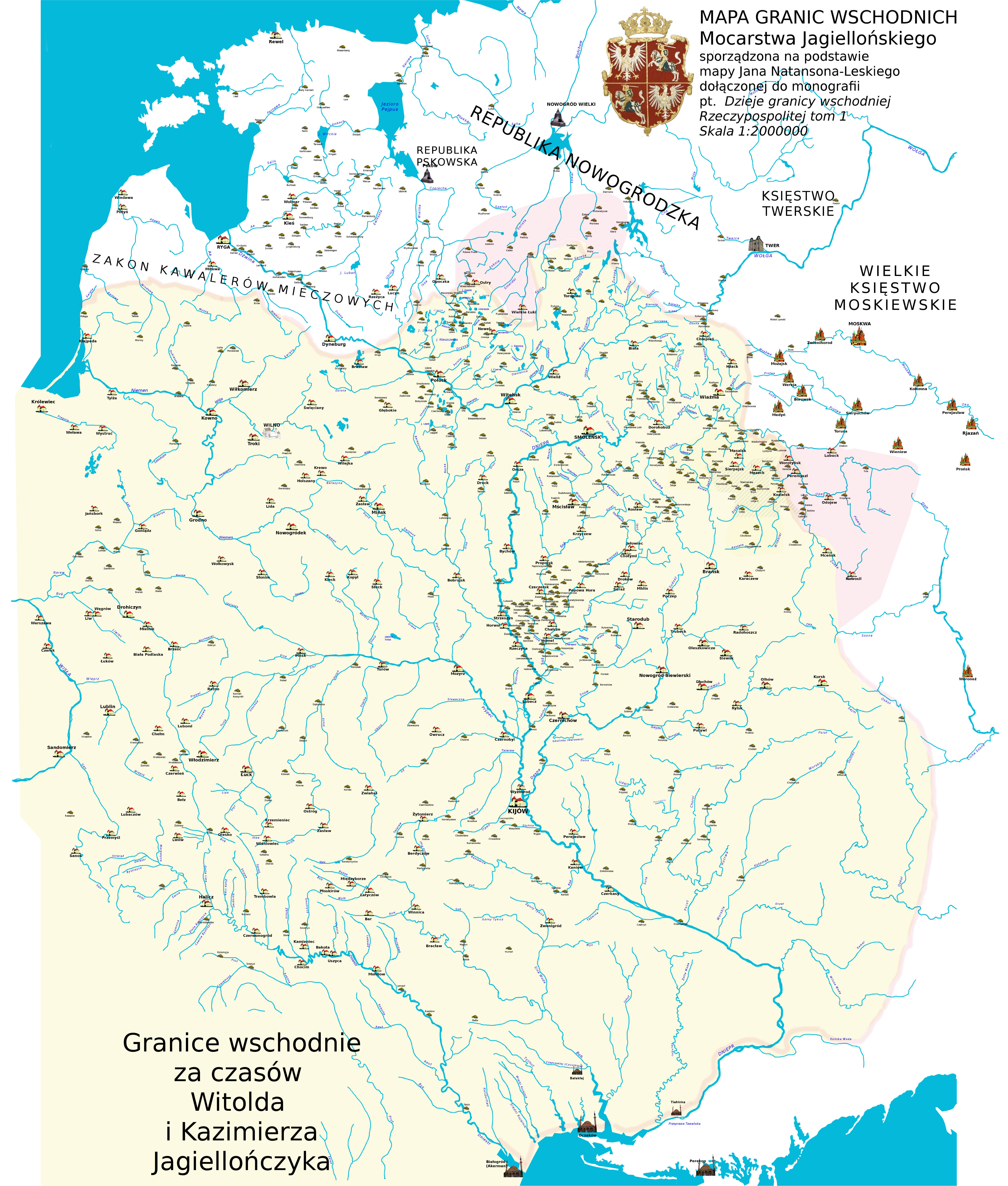
Mapa Litwy za panowania Witolda i Kazimierza Jagiellończyka

Istniejące od XII do XIV wieku księstwo briańskie było jednym z księstw udzielnych Rusi Kijowskiej. W 1356 zostało włączone przez Olgierda do Wielkiego Księstwa Litewskiego. W 1430 roku księstwo briańskie upadło. W czasie wojny litewsko-moskiewskiej w 1500 roku ziemie te podbił Iwan III Srogi i włączył do państwa moskiewskiego, co zostało potwierdzone w 1503 roku. Zachodnią część regionu z miastem Starodub Rzeczpospolita uzyskała w 1618 na mocy rozejmu w Dywilinie. Administracyjnie obszar przynależał do powiatu starodubowskiego w województwie smoleńskim Litwy. W granicach Rosji od 1686 po pokoju Grzymułtowskiego.
Obwód briański powstał na mocy dekretu Rady Najwyższej ZSRR z dnia 5 lipca 1944 roku. W latach 1937–1944 terytorium to wchodziło w skład obwodu orłowskiego, zaś w latach 1929–1937 – w skład Obwodu Zachodniego RFSRR. Do 1929 roku istniała gubernia brańska w składzie RFSRR.

## Podział administracyjny
W składzie obwodu znajduje się 6 miast wydzielonych (okręgów miejskich) oraz 27 rejonów.

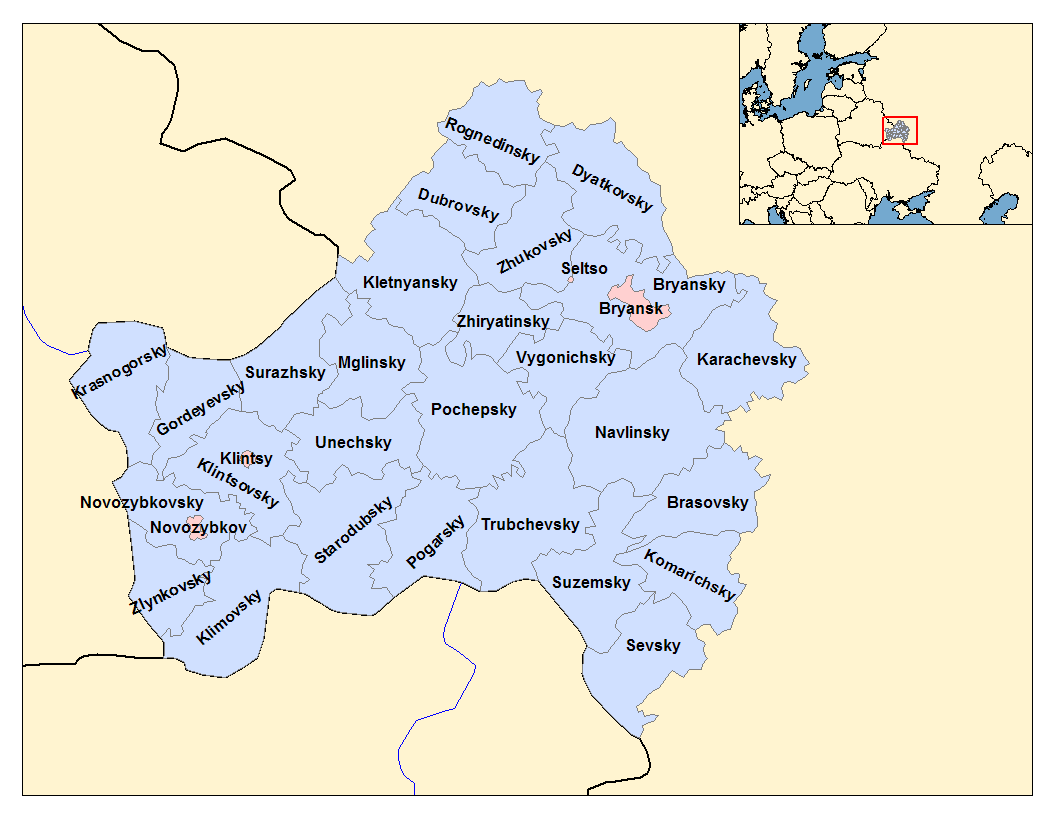
Podział administracyjny obwodu briańskiego

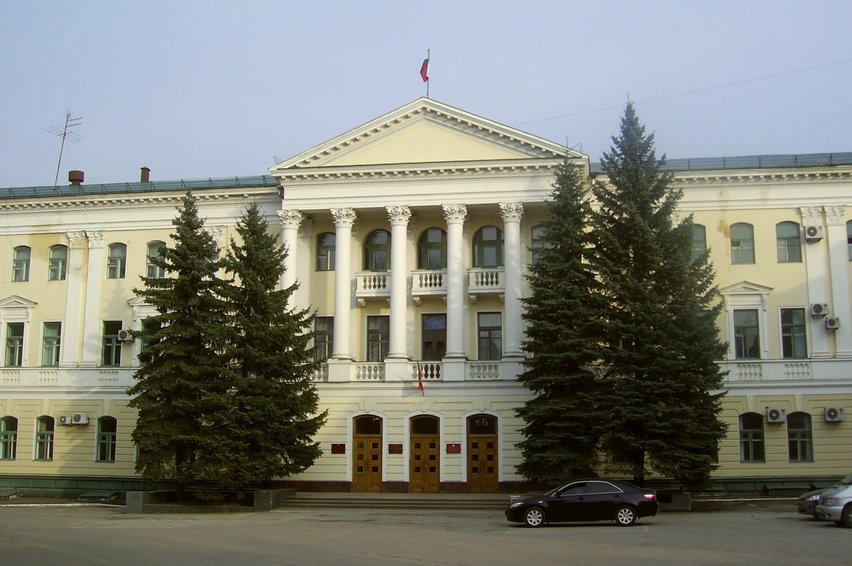
Gmach dumy obwodowej w Briańsku

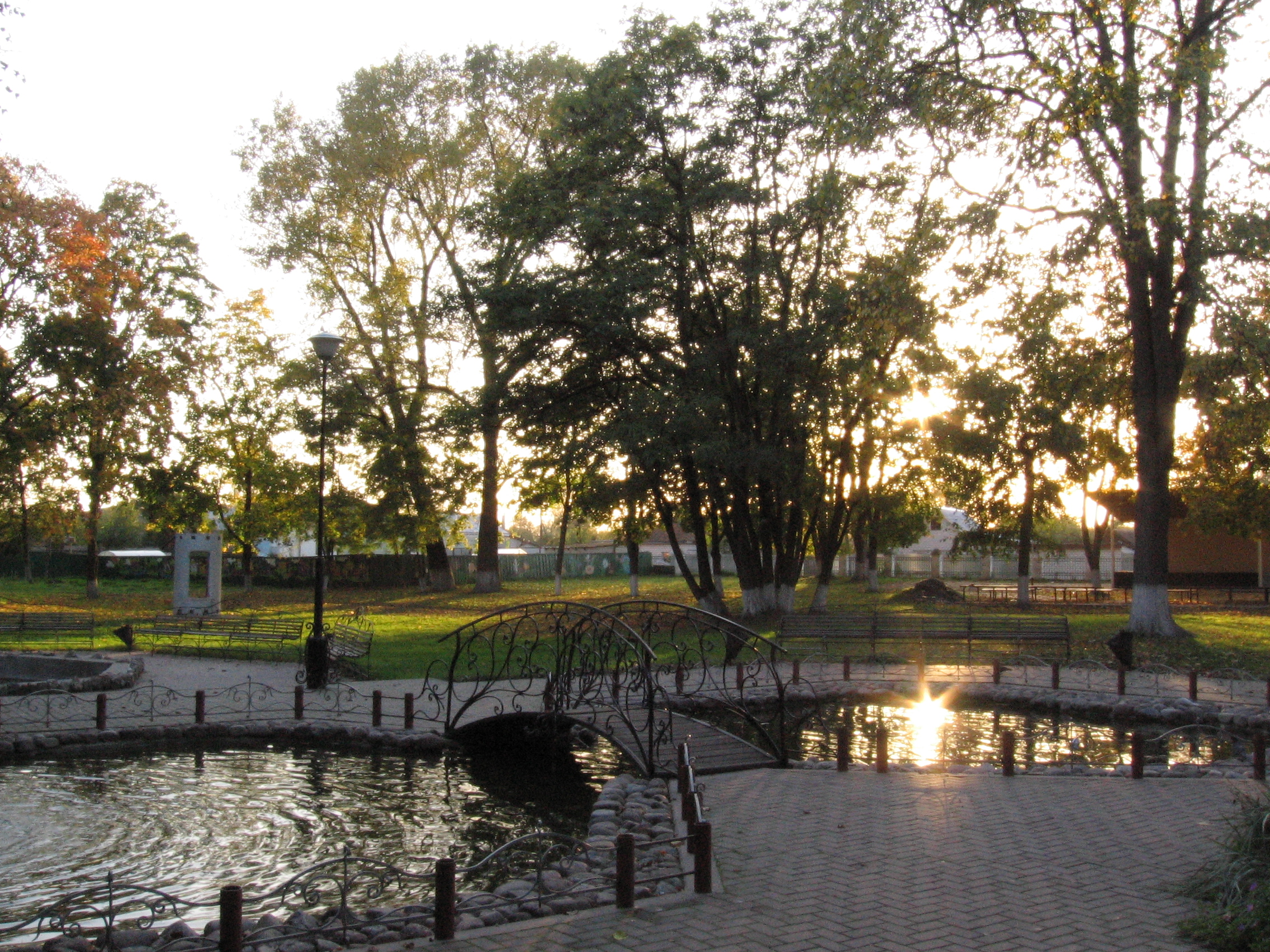
Starodub był stolicą powiatu starodubowskiego I Rzeczypospolitej

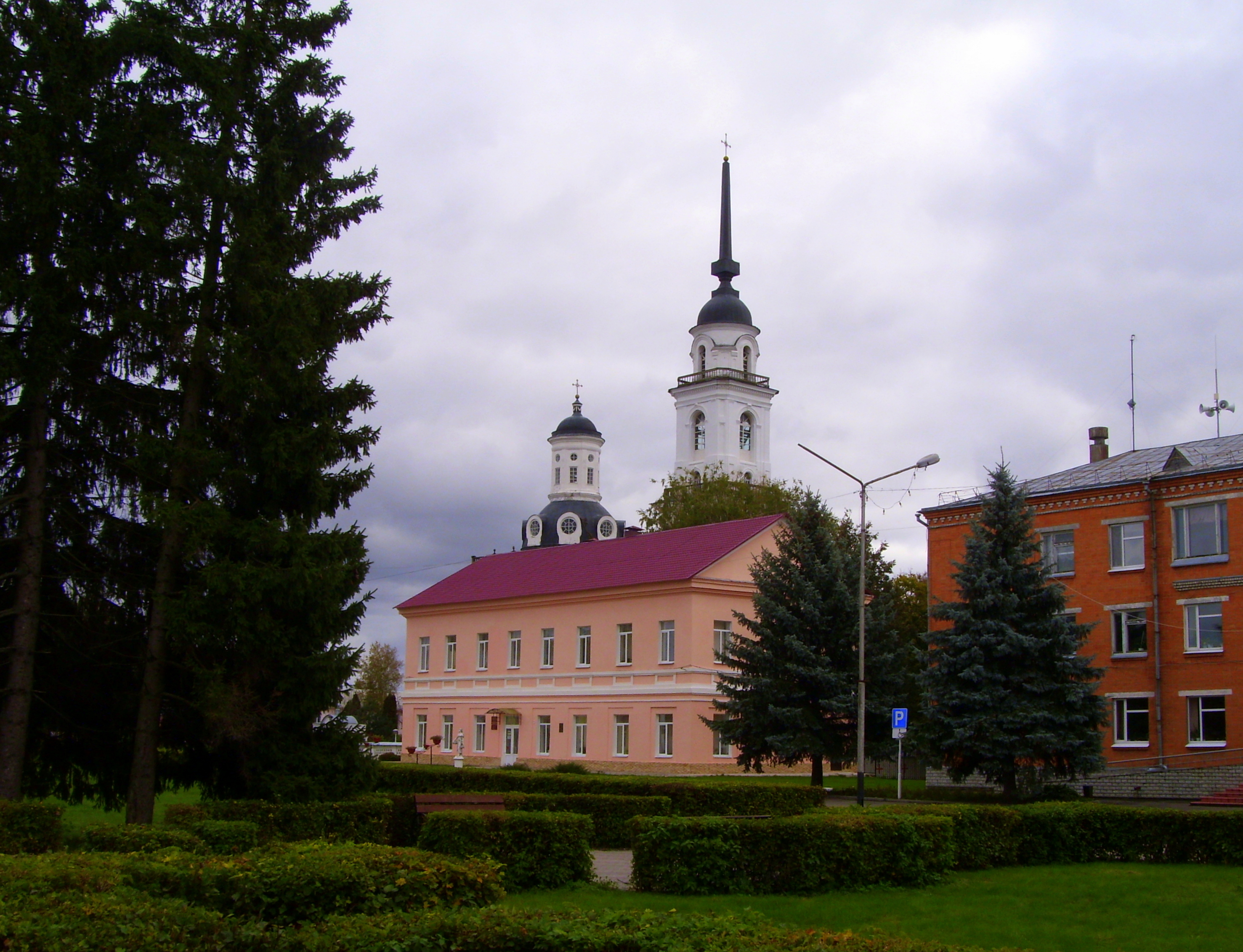
Poczep leżał w granicach I Rzeczypospolitej do 1667 r.

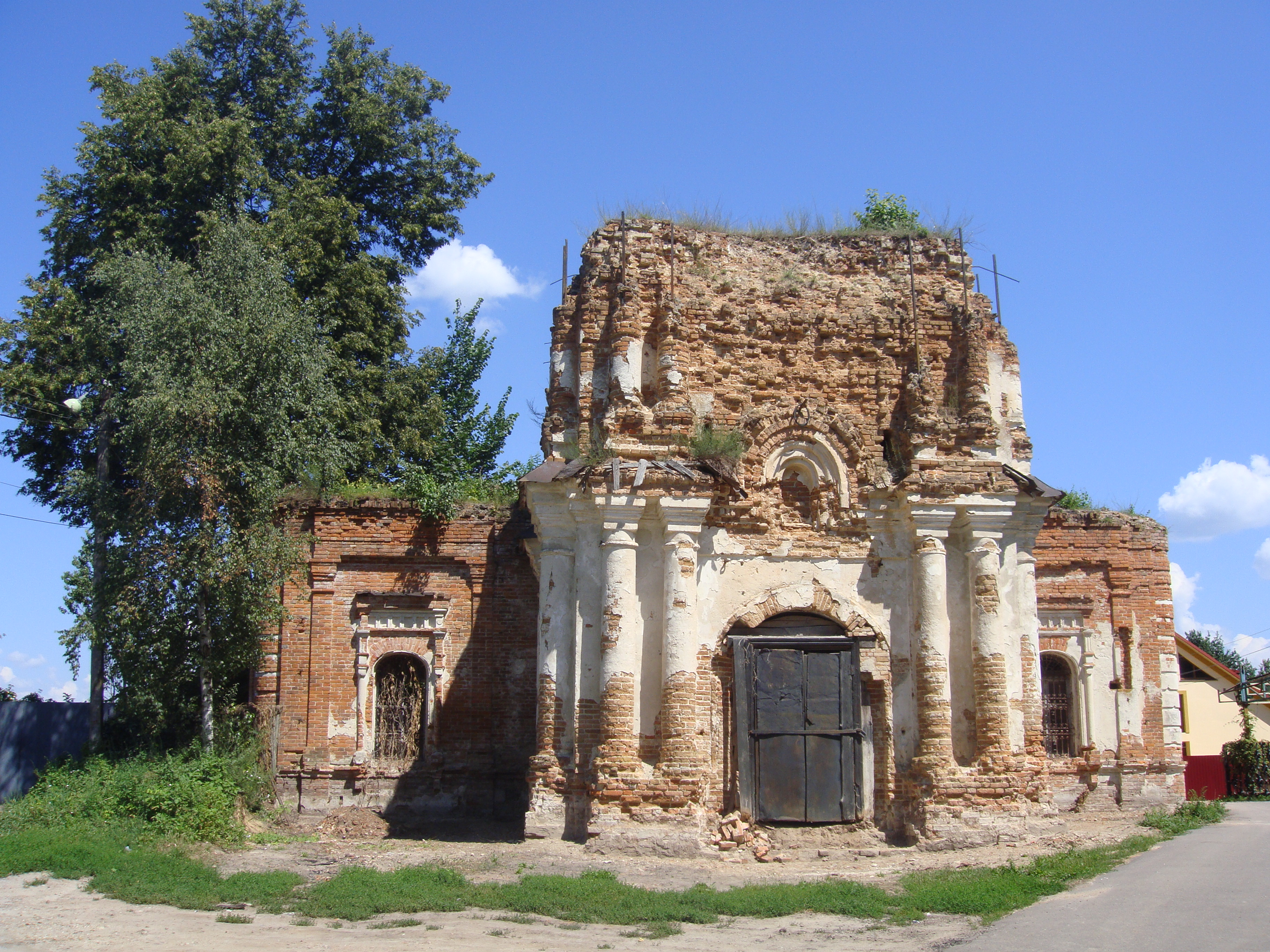
Trubczewsk leżał w granicach I Rzeczypospolitej do 1645 r.

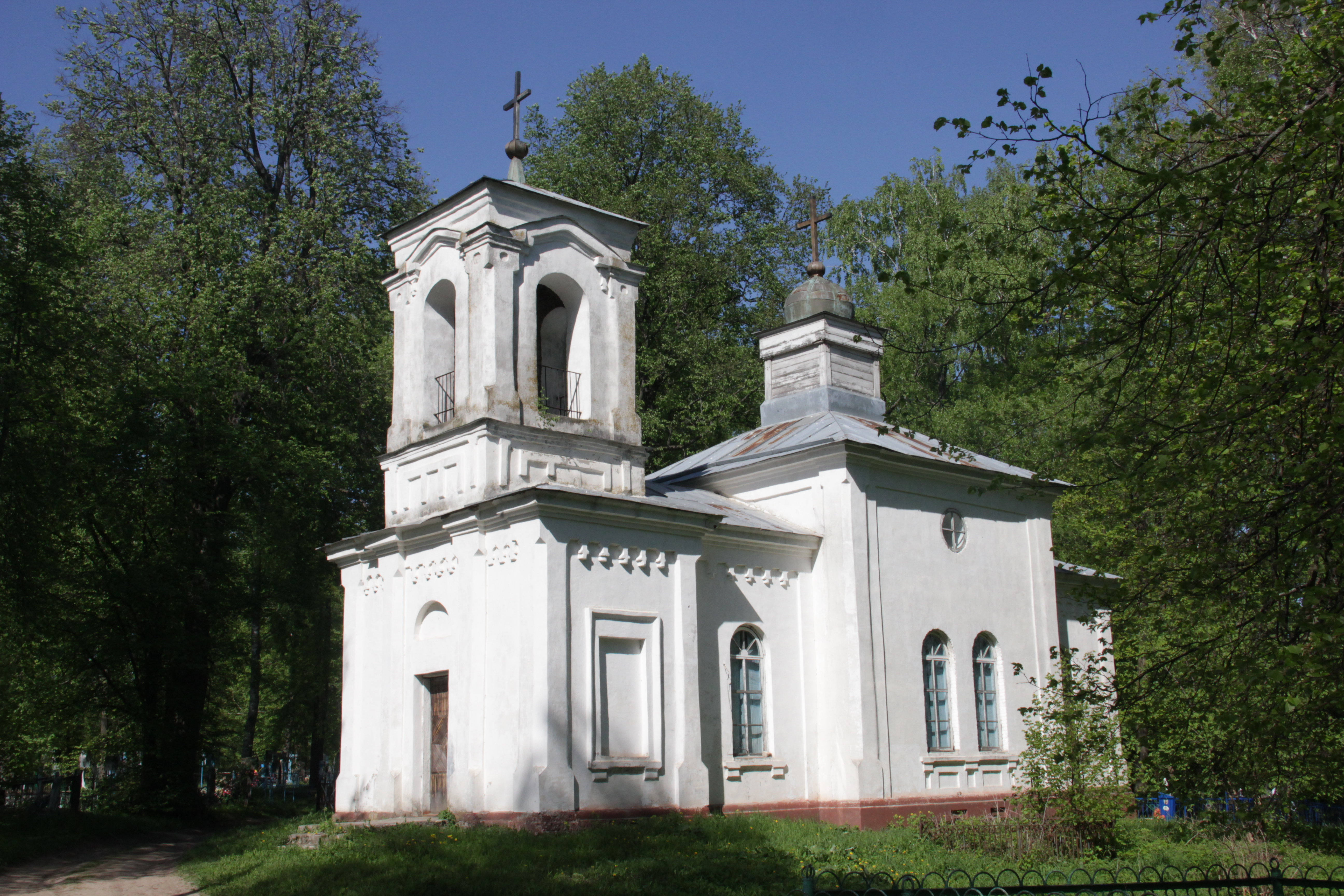
Mglin leżał w granicach I Rzeczypospolitej do 1667 r.

Okręgi miejskie
| Miasto     | nazwa rosyjska |
| ---------- | -------------- |
| Briańsk    | Брянск         |
| Klińce     | Клинцы         |
| Nowozybkow | Новозыбков     |
| Starodub   | Стародуб       |
| Sielco     | Сельцо         |
| Fokino     | Фокино         |

Rejony:
| rejon         | nazwa rosyjska       | Ośrodek administracyjny |
| ------------- | -------------------- | ----------------------- |
| Brasowski     | Брасовский район     | Łokoć                   |
| Briański      | Брянский район       | Briańsk                 |
| Wygonicki     | Выгоничский район    | Wygonicze               |
| Gordiejewski  | Гордеевский район    | Gordiejewka             |
| Dubrowski     | Дубровский район     | Dubrowka                |
| Dziaćkowski   | Дятьковский район    | Dziaćkowo               |
| Żyriatiński   | Жирятинский район    | Żyriatino               |
| Żukowski      | Жуковский район      | Żukowka                 |
| Złynkowski    | Злынковский район    | Złynka                  |
| Karaczewski   | Карачевский район    | Karaczew                |
| Kletniański   | Клетнянский район    | Kletnia                 |
| Klimowski     | Климовский район     | Klimowo                 |
| Klincowski    | Клинцовский район    | Klińce                  |
| Komarycki     | Комаричский район    | Komarycze               |
| Krasnogorski  | Красногорский район  | Krasnaja Gora           |
| Mgliński      | Мглинский район      | Mglin                   |
| Nawliński     | Навлинский район     | Nawla                   |
| Nowozybkowski | Новозыбковский район | Nowozybkow              |
| Pogarski      | Погарский район      | Pogar                   |
| Poczepski     | Почепский район      | Poczep                  |
| Rogniedziński | Рогнединский район   | Rogniedzino             |
| Siewski       | Севский район        | Siewsk                  |
| Starodubowski | Стародубский район   | Starodub                |
| Suziemski     | Суземский район      | Suziemka                |
| Suraski       | Суражский район      | Suraż                   |
| Trubczewski   | Трубчевский район    | Trubczewsk              |
| Uniecki       | Унечский район       | Uniecza                 |

## Demografia
W obwodzie mieszka 1 182 682 ludzi, 833 197 żyje w miastach, 349 485 na terenach wiejskich.

### Skład etniczny
Obwód praktycznie jednolity narodowościowo. Mieszkańcy narodowości innej niż rosyjska stanowią niewielki odsetek.
| Narodowość  | Liczba w tys. według spisu ludności z 2002 roku (*) |
| ----------- | --------------------------------------------------- |
| Rosjanie    | 1404,0                                              |
| Ukraińcy    | 20,2                                                |
| Białorusini | 7,7                                                 |
| Ormianie    | 3,6                                                 |
| Cyganie     | 3,6                                                 |
| Azerowie    | 2,4                                                 |
| Żydzi       | 2,3                                                 |
| Tatarzy     | 1,2                                                 |
| Mołdawianie | 1,2                                                 |

## Gospodarka
W obwodzie rozwinął się przemysł maszynowy, środków transportu, materiałów budowlanych, drzewny oraz szklarski. Ponadto uprawia się zboże, konopie, len, tytoń, ziemniaki, buraki cukrowe oraz hoduje się bydło i trzodę chlewną.

## Transport
Briańsk jest ważnym węzłem kolejowym. Węzłami o mniejszym znaczeniu są Uniecza i Nawla. Przez Nawlę/Brańsk podąża większość pociągów dalekobieżnych kursujących na trasie Moskwa-Kijów. Dobrze rozwinięte są połączenia komunikacyjne między miastami. Przez obwód przebiegają trasy o znaczeniu federalnym – droga magistralna M3 oraz droga A240, dawniej oznaczana jako droga magistralna M13.
Tablice pojazdów zarejestrowanych w obwodzie briańskim mają oznaczenie 32 w prawym górnym rogu nad flagą Rosji i literami RUS.